# Sunna Kitti

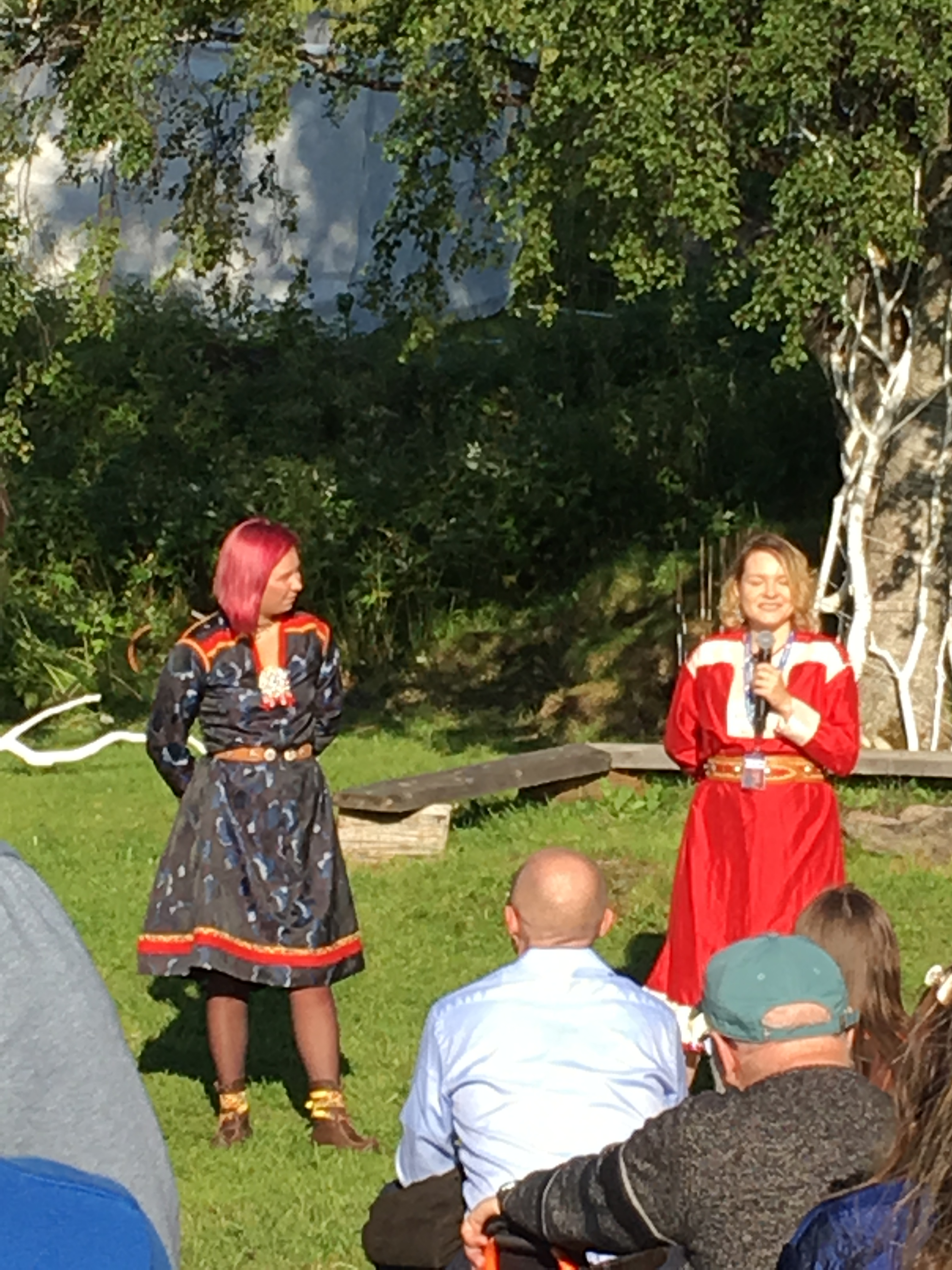
Sunna Kitti (rechts), 2018

Sunna Kitti (* 7. November 1991) ist eine samische Illustratorin und Autorin aus Inari, Finnland.

## Leben
Sunna Kitti besuchte Schulen in Inari und Ivalo. Im Alter von 14 Jahren wurde sie Dritte in einem nationalen Comic-Wettbewerb und arbeitete seitdem in der Sami-Community. Von 2010 bis 2012 studierte sie am Sami educational centre in Inari Medienwissenschaft. Danach studierte sie ab 2012 für ein Jahr Graphikdesign an der Metropolia University of Applied Sciences in Helsinki.
Seit 2012 arbeitet Kitti als freiberufliche Illustratorin. Ihre Arbeiten umfassen Lehrbücher, Animationen und Graphic Novels. Als eine der wenigen samischen Illustratoren behandelt sie in ihren Arbeiten vielfältige Themen in verschiedenen Stilen.
Ihre Muttersprache ist Nordsamisch, sie spricht aber auch Englisch und Finnisch.

## Werke
2017 wurde Sunna Kitti als Illustratorin zusammen mit der Autorin Kirste Paltto für den Jugendroman Luohtojávrri oainnáhusat (dt. Die unheimliche Welt des Sees Luohtojávrri) als samischer Beitrag für den Literaturpreis des Nordischen Rates nominiert. 2020 gewann der Roman den Literaturpreis des Samenrates.
Ebenfalls im Jahr 2020 beendete Kitti ihr fast sechs Jahre dauerndes Projekt, einen eigenen Graphic Novel zu schreiben und zu illustrieren. Jiehtanasa Iđit (dt. Morgen der Giganten) ist ihr erster graphischer Roman in voller Länge. Gleichzeitig ist es aber auch der erste graphische Roman, der für samisches Publikum von einer samischen Künstlerin auf Nordsamisch geschrieben wurde.
Als Inspiration diente eine alte samische Volksüberlieferung, die im 19. Jahrhundert von Anders Fjellner verschriftlicht wurde. Fjellners Beaivvi Bárdni (dt. Die Söhne der Sonne) erzählt die Geschichte eines jungen Sami, der das Land der Riesen besucht. Kitti selbst modernisierte diese Geschichte allerdings nicht, sondern schuf eine neue Handlung und zugleich Fortsetzung der Geschichte. So schafft sie gemeinsam mit anderen samischen Künstlern moderne Mythologie und belebt zeitgleich Tradition in einem modernen Format.
Anfang Februar 2021 erschien Kittis Graphic Novel erstmals in norwegischer Übersetzung.
Die Überlieferung von Geschichten geschah im samischen Raum lange Zeit nur in mündlicher Form, durch Musik (siehe auch: Joik) und im traditionell geschriebenen Kontext. Das Graphic Novel als Mittel zur Geschichtenverbreitung ist daher noch eine relativ neue Form samischer Künste.

## Buchillustrationen
- 2015 Gaimmeziid gavnnadeapmi (Autor: Veikko Holmberg)
- 2016 Luohttojavrri oainnahusat (Autorin: Kirste Paltto)
- 2019 Biret duoddaris (Autorin: Irene Länsman)
- 2020 Jiehtanasa Iđit (Autorin: Sunna Kitti)

## Ausstellungen
- 2018 Markomeannu  sami  music festivals main art exhibition, 2118
- Mänttä art festival: 2118 und Speadjalastin
- 2018 Oulu Comics center: 2118

## Preise
- 2006 Hokuto Manga comic contest – dritter Platz
- Kinder- und Jugendliteraturpreis des Nordischen Rates – Nominierung (für Luohtojávrri oainnáhusat)
- 2020 Literaturpreis des Samenrates für Luohtojávrri oainnáhusat